# 小米10至尊紀念版
小米10至尊紀念版（英語：Mi10 Ultra）是小米科技于北京时间2020年8月11日21时许在中国北京小米科技园发布的一款高階智能手机，与先期发布的小米10和小米10 Pro同为小米手机数字系列的第九代机型序列，是小米10系列定位最高，售价最高的智能手机机型。
小米10至尊纪念版与Redmi K30 至尊紀念版和小米透明电视一同，于小米集团举办的小米十周年主题演讲中发布。此外，该机型只在中国大陆上市发售。

## 设计
小米10至尊紀念版采用了7000系铝合金材质作为中框，正面為康寧大猩猩第五代玻璃，背面為康寧大猩猩第六代玻璃。屏幕沿用了小米10的曲面屏设计，前置摄像头内置于屏幕左上角，呈打孔式布置。后置攝像頭模組為矩形，略微突出，下部模組含有三個攝像頭和一個閃光燈，上部模組有用類卡片相機裝飾的潛望式超長焦鏡頭。
小米10至尊紀念版有亮银（激光溅镀工艺的银色玻璃机身，银色铝合金边框）、陶瓷黑（带有陶瓷镀膜的黑色玻璃机身，黑色铝合金边框）以及透明版（带有光雕工艺的透明玻璃机身，黑色铝合金边框）三种配色，分别与小米6亮银探索版、小米MIX系列以及小米8透明探索版相对应，以彰显其“纪念”意义。

## 硬件

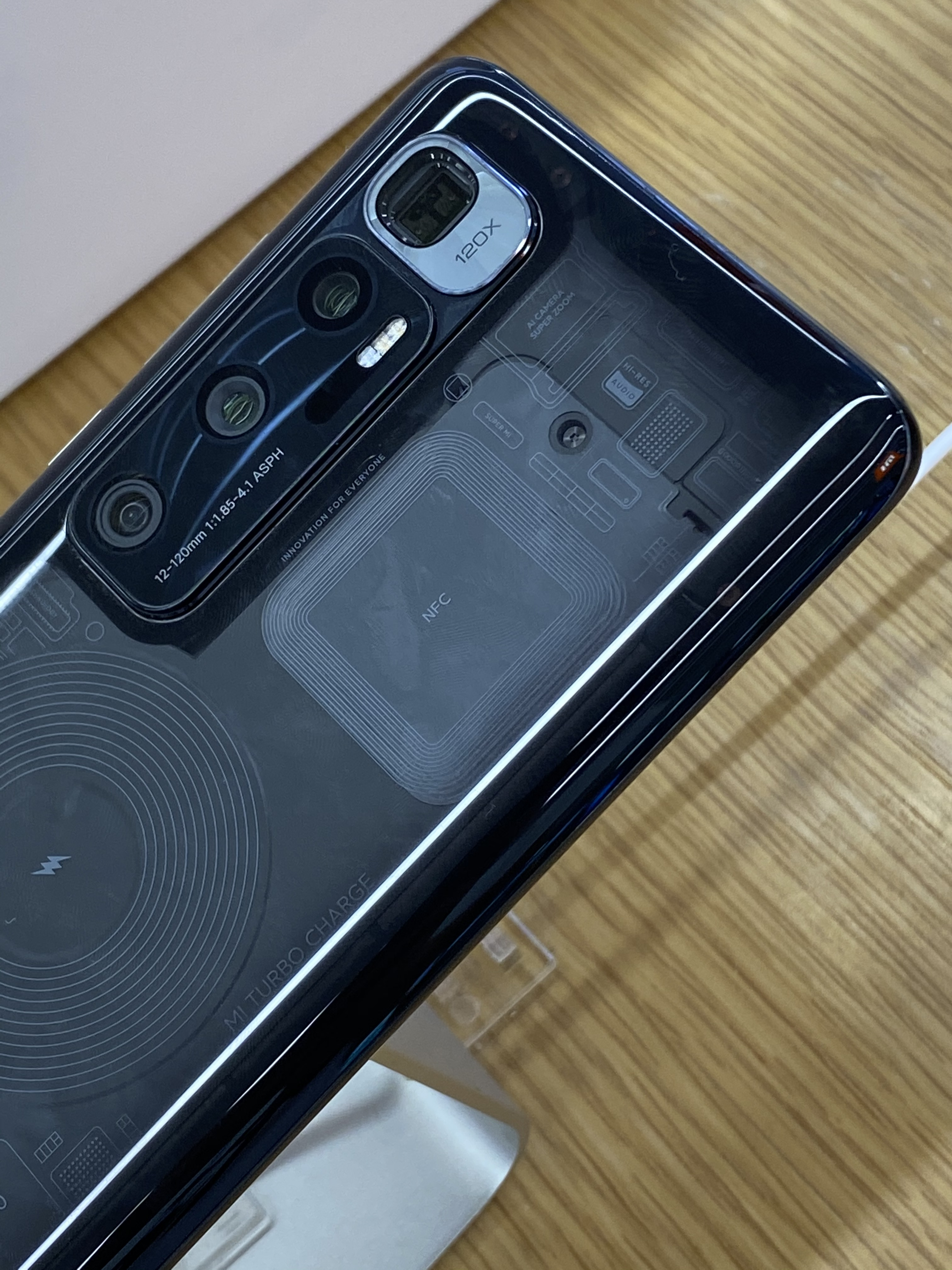
小米10至尊紀念版透明版配色鏡頭組特寫

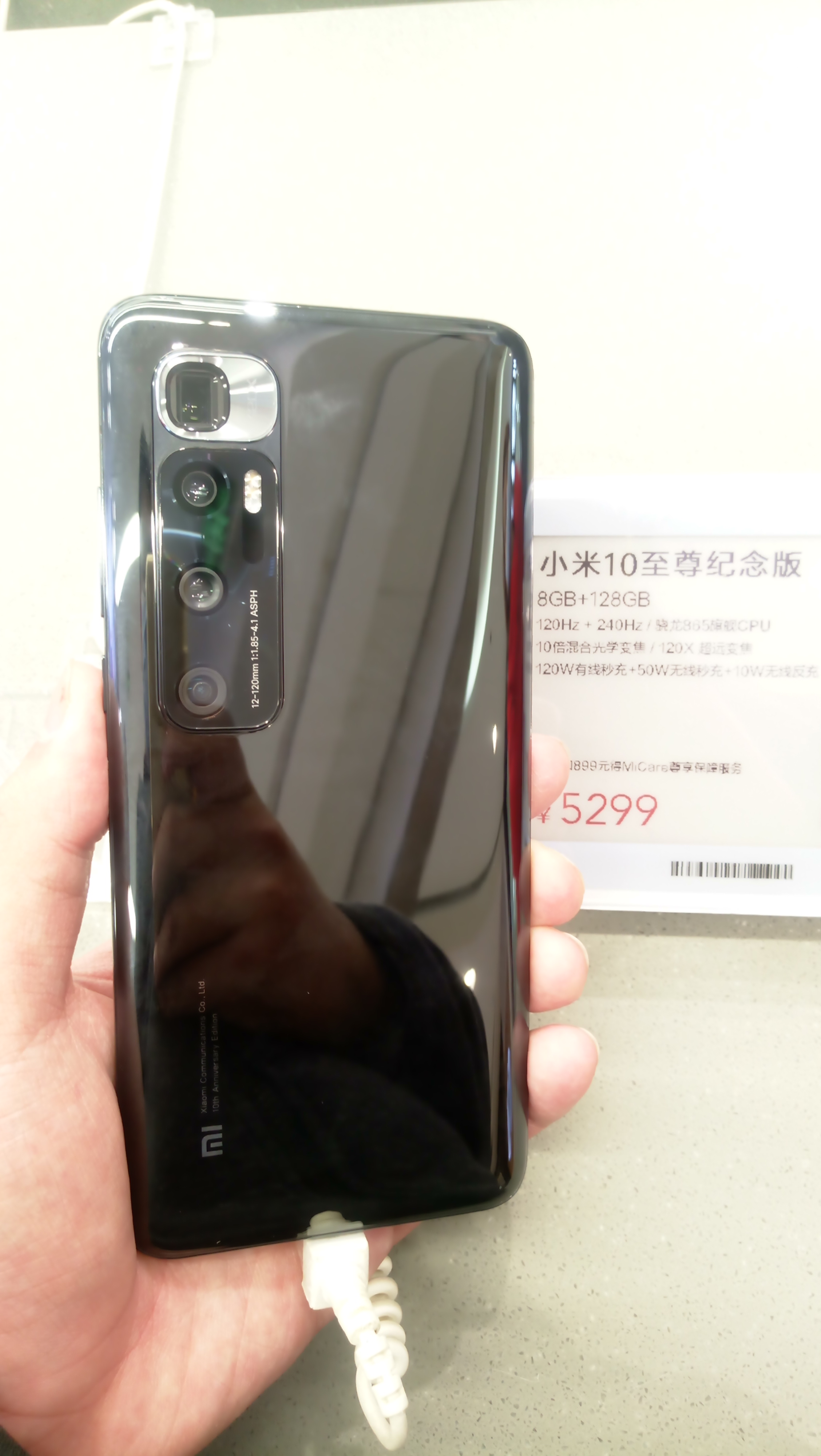
小米10至尊紀念版黑色背板

小米10至尊纪念版采用了6.67英寸19.5:9比例的曲面OLED显示屏，内置高通骁龙865处理器，最高可选16GB的RAM以及512GB的ROM。支持SA/NSA双模5G和双卡双待。采用2000万像素的前置相机以及最高4800万像素的后置相机模组，并可拍摄8K视频。
小米10至尊纪念版采用了高通骁龙865处理器（SM8250），与小米10和小米10 Pro保持一致。全机型均搭载了LPDDR5标准的RAM，以及UFS3.1标准的双通道闪存存储（ROM）。其采用了一块由华星光电提供的6.67英寸FHD+ OLED显示屏，显示分辨率为2340*1080，其尺寸和分辨率與小米10和小米10 Pro相同。这一屏幕支持最高120Hz高刷新率和240Hz的触控采样率，支持HDR10+高動態範圍圖像顯示以及超薄螢幕指紋識別。
摄像模组方面，小米10至尊纪念版采用了小米科技向豪威科技定制的4800万像素传感器OV48C作为主相机（1/1.32"，支持光学防抖），并搭配1200万像素的2倍变焦传感器（三星S5K2L7）、4800万像素的5倍潜望式长焦镜头（索尼IMX586，支持光学防抖）以及2000万像素的超广角传感器（索尼IMX350）作为辅助拍摄传感器，且支持激光对焦。其中，潜望式长焦镜头最高可支持120倍的数码变焦。
充电和电池方面，小米10至尊纪念版支持最高120W功率的有线快充、最高50W功率的无线充电以及最高10W的反向无线充电，且支持高通第五代快速充电标准QC5并可向下兼容。电池容量为4500mah，采用了石墨烯基锂离子基材以及双电芯并联供电的电池设计。

## 軟體
小米10至尊紀念版出厂搭载基于Android 10的MIUI 12系統。

## 存储及售价
小米10至尊纪念版有8GB RAM/128GB ROM、8GB RAM/256GB ROM、12GB RAM/256GB ROM、16GB RAM/512GB ROM四种内存闪存组合可选，零售价格分别为5299元、5599元、5999元和6999元人民币。其中，亮银配色仅支持16GB RAM/512GB ROM一种存储组合。

## 销售
北京时间2020年8月11日晚21时30分起，小米10至尊纪念版接受100元订金预定，北京时间2020年8月16日0时起订金用户可支付尾款。非预定用户可于2020年8月16日10时起在各渠道购买。

## 评价
其手機相機鏡頭獲評級網站DXOMARK发布时評130分, 列第一位。2020年10月份，DXOMARK更新评分标准，小米10 至尊纪念版获133评分，依然排行第一。